# Scottish Premiership (Rugby)
Die Scottish Premiership (auch als BT-Premiership aus Sponsoringgründen bezeichnet) ist die höchste Liga im Rugby Union für schottische Vereine unterhalb der multinationalen United Rugby Championship, an der zwei schottische Mannschaften teilnehmen. Sie wurde 1973 gegründet und gliedert sich in drei Divisionen, die jeweils zwölf Mannschaften umfassen. Rekordmeister ist der Hawick RFC mit 13 Meistertiteln.

## Mannschaften
Die folgenden Mannschaften spielen in der Saison 2024/25 in der ersten Division der Scottish Premiership:
| - Hawick RFC - Marr RFC - Currie RFC - Kelso RFC - Heriot’s RFC | - Musselburgh RFC - Edinburgh Academical FC - Glasgow Hawks - Selkirk RFC - Ayr RFC |

## Meister
| - 1974: Hawick - 1975: Hawick - 1976: Hawick - 1977: Hawick - 1978: Hawick - 1979: Heriot’s - 1980: Gala - 1981: Gala - 1982: Hawick - 1983: Gala | - 1984: Hawick - 1985: Hawick - 1986: Hawick - 1987: Hawick - 1988: Kelso - 1989: Kelso - 1990: Melrose - 1991: Boroughmuir - 1992: Melrose - 1993: Melrose - 1994: Melrose | - 1995: Stirling County - 1996: Melrose - 1997: Melrose - 1998: Watsonians - 1999: Heriot’s - 2000: Heriot’s - 2001: Hawick - 2002: Hawick - 2003: Boroughmuir - 2004: Glasgow Hawks - 2005: Glasgow Hawks | - 2006: Glasgow Hawks - 2007: Currie - 2008: Boroughmuir - 2009: Ayr - 2010: Currie - 2011: Melrose - 2012: Melrose - 2013: Ayr - 2014: Melrose - 2015: Heriot’s - 2016: Ayr | - 2017: Ayr - 2018: Melrose - 2019: Ayr - 2020: Saison abgebrochen - 2021: Saison nicht ausgetragen - 2022: Marr - 2023: Hawick - 2024: Currie |